# Wu Fa-sien
Wu Fa-sien (čínsky pchin-jinem Wú Fǎxiàn, znaky zjednodušené 吴法宪, tradiční 吳法宪; 25. srpna 1915 — 17. října 2004) byl čínský komunistický voják a politik, vrcholu vojenské a politické kariéry dosáhl v druhé polovině 60. let, kdy se jako spojenec Lin Piaa stal velitelem vojenského letectva (1965–1971), předsedou (1967) a místopředsedou (1967–1971) pracovní skupiny ústřední vojenské komise a členem politbyra (1969–1971) ústředního výboru Komunistické strany Číny. Předtím byl politickým komisařem vojenského letectva (1957–1965) a náčelníkem politického oddělení a zástupcem politického komisaře vojenského letectva (1950–1957).
Od roku 1930 sloužil v čínské Rudé armádě, roku 1932 vstoupil do KS Číny, zúčastnil se Dlouhého pochodu, poté bojoval v čínsko-japonské válce a občanské válce, v jejímž závěru sloužil jako náčelník politického oddělení a zástupce komisaře 14. armády ve 4. polní armádě (které velel Lin Piao). 
Po smrti Lin Piaa na útěku z Číny v září 1971 byl zatčen a roku 1973 vyloučen z komunistické strany. Jako člen údajné kontrarevoluční skupiny Lin Piaa byl roku 1981 odsouzen k dlouholetému trestu vězení. Po několika měsících byl ze zdravotních důvodů propuštěn, zbytek života strávil v ústraní.

## Život
Wu Fa-sien se narodil 28. srpna 1915 v okrese Jung-feng v provincii Ťiang-si v chudé rolnické rodině. V patnácti letech vstoupil do čínské Rudé armády. Roku 1931 povýšil z vojína na úředníka roty. Přijal komunistické názory a roku 1932 vstoupil do Komunistické strany Číny a byl přeložen do politického oddělení jako důstojník pro práci s mládeží, od konce roku 1932 sloužil v jednotkách 1. sboru Rudé armády, kterému velel Lin Piao. Účastnil se Dlouhého pochodu, přičemž působil jako důstojník ve štábu pluku a brigády, později komisař pluku v 1. sboru. Po reorganizaci rudých vojsk na 8. pochodovou armádu na podzim 1937 se stal zástupcem náčelníka oddělení politické přípravy 685. pluku 343. brigády 115. divize (divizi velel Lin Piao, pluku Chuang Jung-šeng, později Jang Te-č’), od roku 1938 byl komisařem 685. pluku, který se přesunul na jih Šan-tungu.
Roku 1940 sloužil jako náčelník politického oddělení politického oddělení 5. kolony, roku 1942 reorganizované v 3. divizi Nové 4. armády a přesunuté na jih do Ťiang-su. V říjnu 1942 se oženil se studentkou Čchen Suej-ťi, se kterou měl syna a čtyři dcery.  Roku 1945 se většina komunistických vojsk v Šang-tungu přesunula do Mandžuska, týkalo se to i 3. divize, z části jejích jednotek vznikla 2. kolona Severovýchodní demokratické spojenecké armády (armádě velel Lin Piao, po několika přejmenováních od roku 1949 nesla název 4. polní armáda), v koloně byl Wu Fa-sien politickým komisařem. Kolona byla elitním svazkem komunistických vojsk severovýchodu, podílela se na bojích v Mandžusku v letech 1945–1949 i následném přesunu na jih a přechodu řeky Jang-c’-ťiang, postupu na jih a dobytí Kuang-tungu, to už jako 39. sbor 14. armády ve 4. polní armádě. Wu Fa-sien během bojů na jaře 1949 povýšil z komisaře 39. sboru na náčelníka politického oddělení a zástupce politického komisaře 14. armády (armádě velel Liou Ja-lou). Ve druhé polovině roku 1949 byl přeložen na stejné místo (náčelníka politického oddělení a zástupce komisaře) do 13. armády, kterou konec války zastihl v provincii Kuang-si.
Po skončení občanské války a vyhlášení Čínské lidové republiky 13. armáda zůstala v Kuang-si a její důstojníci převzali vojenskou (a i civilní) správu provincie; Wu Fa-sien se tak stal zástupce politického komisaře Kuangsijské vojenské oblasti. Od května 1950 (nebo 1952) byl na žádost Liou Ja-loua (po vzniku Čínské lidové republiky v říjnu 1949 jmenovaného velitelem letectva Čínské lidové osvobozenecké armády) přeložen do funkce náčelníka politického oddělení a zástupce politického komisaře letectva. Při zavedení vojenských hodností roku 1955 mu byla udělena hodnost generálporučíka. V roce 1957 byl povýšen na politického komisaře letectva. Ve vedení letectva svou přívětivostí a klidem doplňoval a vyvažoval vznětlivého a přísného Liou Ja-loua. Po Liouově smrti v květnu 1965 byl jmenován velitelem letectva.
Politicky se vyznačoval neochvějnou loajalitou k Mao Ce-tungovi, zastával ortodoxní maoistické postoje. V letech 1965–1966 se podílel na kritice Luo Žuej-čchinga, v počátcích kulturní revoluce se sám stal terčem kritiky části svých podřízených, ale s podporou Lin Piaa a Mao Ce-tunga kritiku ustál, přestože se proti němu vyslovil i maršál Che Lung, a naopak prosadil odvolání svých kritiků, přičemž záležitost oslabila i Che Lunga. Své pozice upevnil jmenováním zástupcem náčelníka generálního štábu. Poté plně podporoval represe v ozbrojených silách, ve straně a armádě se nadále orientoval na maršála Lin Piaa a udržoval s ním blízký osobní vztah. Od jara 1967 se účastnil zasedání rozšířené ústřední skupiny pro kulturní revoluci, do dubna 1969 fakticky nejvyššího mocenského orgánu v zemi, který řešil nejdůležitější stranické i státní záležitosti. V srpnu 1967 se stal předsedou (tehdy pětičlenné) pracovní skupiny ústřední vojenské komise KS Číny, která převzala řízení ozbrojených sil země (od stálého výboru ústřední vojenské komise), v září 1967 převzal předsednictví pracovní skupiny Jang Čcheng-wu (a v březnu 1968 Chuang Jung-šeng), zatímco Wu Fa-sien ustoupil na místo místopředsedy. V dubnu 1969 byl na IX. sjezdu KS Číny zvolen členem ústředního výboru a i politbyra a byl potvrzen v ústřední vojenské komisi KS Číny a její pracovní skupině.
Na stranické konferenci v Lu-šanu v roce 1970 podpořil Lin Piaa a Čchen Po-tu ohledně návrhu na jmenování Mao Ce-tunga předsedou Čínské lidové republiky, který byl kritizován Ťiang Čching a Čang Čchun-čchiaem a jejich stoupenci a který Mao Ce-tung odmítl. Wu Fa-sien musel kvůli tomu s ostatními podporovateli návrhu podstoupit sebekritiku. V září 1971 Lin Piao a jeho nejbližší zahynuli při leteckém neštěstí při pokusu o útěk do Sovětského svazu. V následných čistkách velení ozbrojených sil byl Wu Fa-sien s dalšími spojenci Lin Piaa zatčen a zbaven všech funkcí. O dva roky později byl oficiálně vyloučen z KS Číny.
V listopadu 1980 začal v Pekingu proces s „kontrarevolučními skupinami Lin Piaa a Ťiang Čching“. Před soudem stanuli členové gangu čtyř, Čchen Po-ta a pět vysokých vojenských důstojníků - Chuang Jung-šeng, Wu Fa-sien, Li Cuo-pcheng, Čchiou Chuej-cuo a Ťiang Tcheng-ťiao. Všichni obžalovaní byli shledáni vinnými a odsouzeni k trestu smrti, doživotí nebo dlouholetému vězení. Wu Fa-sien dostal 17 let vězení (se započtením vazby). Už v září 1981 byl ze zdravotních důvodů propuštěn a byl mu přikázán pobyt v Ťi-nanu. Po propuštění se věnoval kaligrafii, napsal knihu pamětí, v nichž vzal zpět přiznání viny v procesu. Své odsouzení přičítal pouze své blízkosti k Lin Piaovi.
Zemřel  17. října 2004 ve věku 89 let.